# Tonnerre (film, 1983)
Pour les articles homonymes, voir Thunder et Tonnerre (homonymie).
Pour plus de détails, voir Fiche technique et Distribution.
Tonnerre (Thunder) est un film d'action italien réalisé par Fabrizio De Angelis et sorti en 1983.
Le film reprend l'histoire du film Rambo (1982) mais, dans ce cas, le retour aux racines n'est pas le fait d'un vétéran du Viêt Nam mais d'un jeune Amérindien. Fort de son succès, Il a eu deux suites, l'une en 1987 et l'autre en 1988.

## Synopsis
Aux États-Unis, Tonnerre, un jeune Amérindien, rentre chez lui après une longue absence et découvre qu'entre-temps, beaucoup de choses ne sont plus les mêmes. Sur Crow Hill, où se trouve le cimetière de sa tribu, des ouvriers travaillent à la construction d'un observatoire, alors qu'un traité signé par le grand-père de Tonnerre, bien des années auparavant, avec le gouvernement américain, ne l'autorise pas. Après s'être heurté aux ouvriers du chantier, Tonnerre se rend auprès des autorités du comté pour faire valoir les droits de sa famille sur la terre, mais le shérif le chasse avec rudesse, lui conseillant de ne pas se mêler de ce genre d'affaires. De retour chez lui après cette manifestation peu concluante, Tonnerre est brutalement agressé par les ouvriers du chantier avec lesquels il s'était précédemment affronté. Il décide de tout dénoncer au shérif, mais même là, en raison de son insistance et des ennuis qu'il cause, il ne trouve que violence de la part des policiers locaux qui veulent désormais l'arrêter.
Tonnerre parvient à s'échapper et, après avoir volé des armes dans un supermarché, il se cache dans les montagnes environnantes, commençant sa propre guerre privée. Un à un, il parvient à mettre hors d'état de nuire tous les hommes qui le poursuivent. Tonnerre devient rapidement un héros national, notamment grâce aux efforts d'un journaliste qui, passionné par l'affaire, le présente comme un grand combattant de la liberté. Cette guerre personnelle n'est cependant pas avare de moments dramatiques pour Tonnerre, comme la mort d'un vieil Indien, son grand-père, dans l'incendie d'un cimetière et l'enlèvement de Sheela, sa fiancée, par des ouvriers du bâtiment. Grâce à sa ruse, Tonnerre parvient à libérer Sheela et, après avoir pris possession d'un bulldozer, il se rend en ville avec l'intention d'y mettre le feu, en commençant par le bureau du shérif et la banque locale, qui sont entièrement rasés. Avec la complicité d'un policier (à qui Tonnerre avait sauvé la vie auparavant, et donc endetté) qui fait croire au shérif que l'Indien a été victime du dernier grand incendie, Tonnerre et sa fiancée parviennent à s'enfuir de la ville.

## Fiche technique
- Titre original italien : Thunder[3]
- Titre français : Tonnerre[4]
- Réalisateur : Fabrizio De Angelis (sous le nom de « Larry Ludman »)
- Scénario : Fabrizio De Angelis (sous le nom de « Larry Ludman »), Dardano Sacchetti (sous le nom de « David Parker jr. »)
- Photographie : Sergio Salvati (it)
- Montage : Eugenio Alabiso
- Musique : Francesco De Masi
- Effets spéciaux : Giovanni Corridori (it)
- Décors et costumes : Massimo Lentini (it)
- Maquillage : Mario Scutti
- Production : Fabrizio De Angelis
- Société de production : European International Films
- Pays de production :  Italie
- Langues originales : anglais, italien
- Format : Couleurs - Son mono - 35 mm
- Durée : 85 minutes
- Genre : Action, aventure
- Dates de sortie :
  - Italie : 11 novembre 1983
  - France : 11 juillet 1984

## Distribution
- Marco De Gregorio (it) (sous le nom de « Mark Gregory ») : Tonnerre (Thunder en VO)
- Valeria Cavalli (sous le nom de « Valeria Ross ») : Sheela
- Raimund Harmstorf : l'adjoint Barry
- Bo Svenson : le shérif
- Paolo Malco : Brian Sherman
- Bruno Corazzari (sous le nom de « Richard Harley ») : Frank
- Antonio Sabàto : Thomas
- Nazzareno Zamperla : un ami de Thomas
- Goffredo Unger : un ami de Thomas
- Michele Mirabella : Corbeau danseur
- Giovanni Vettorazzo : un ami de Thomas
- Slim Smith
- Ennio Brizzolari
- Sergio Smacchi

## Production
Certaines parties du film ont été tournées à Monument Valley, dans l'Utah.